# Терра-Роша (Сан-Паулу)
Терра-Роша (порт. Terra Roxa) — муниципалитет в Бразилии, входит в штат Сан-Паулу. Составная часть мезорегиона Рибейран-Прету. Входит в экономико-статистический микрорегион Жаботикабал. Население составляет 8578 человек на 2006 год. Занимает площадь 219,894 км². Плотность населения — 39,0 чел./км².

## Статистика
- Валовой внутренний продукт на 2003 составляет 107 275 153,00 реалов (данные: Бразильский институт географии и статистики).
- Валовой внутренний продукт на душу населения на 2003 составляет 13 083,93 реала (данные: Бразильский институт географии и статистики).
- Индекс развития человеческого потенциала на 2000 составляет 0,773 (данные: Программа развития ООН).